# AGROVOC
AGROVOC は農林水産、食糧安全保障、およびそれらの関連分野を網羅した多言語に対応した構造的シソーラスのことである。これは多言語の単語や語句（用語）が、等価、階層、連想などの関係で整理されており、情報の特定や検索に用いられている。主な役割は検索の簡便化、効率化するために索引生成過程を標準化して、利用者に最適な情報を提供することである。
FAO（国際連合食糧農業機関）とCEC（欧州共同体委員会）は1980年代初頭にAGROVOCを共同で開発した。FAOはAGROVOCを約3ヶ月ごとに更新しており、利用者はウェブサイトで更新状況を見ることができる。
 AGROVOCはFAOの公式言語である英語、フランス語、スペイン語、ロシア語, 中国語、アラビア語の6言語に加えて、チェコ語、ドイツ語、日本語、ポルトガル語、スロバキア語、タイ語で利用できる。ヒンディー語、ハンガリー語、イタリア語、韓国語、ペルシャ語などの他の言語も現在翻訳、あるいは改訂中である。

## フォーマットの様式
AGROVOC は商業目的でなければ、無料でダウンロードでき。

## AGROVOCのWEBサービス
農業情報管理システムの開発者は、最近公開したAGROVOCのWEBサービスによって、ローカルコピーではなく、WEBサービスを介して手持ちのアプリケーションにAGROVOCを組み込むことができる。WEBサービスを使うことで、更新したシソーラスをすぐに利用でき、シソーラスの最新バージョンの定期的ダウンロードやアプリケーションへの組み込みにかかる時間と手間を省くことができる。
AGROVOCのWEBサービスは既存のSOAP、WSDLなどのオープンソースの標準規格によっている。